# Cardiel de los Montes (kommunhuvudort)
Cardiel de los Montes är en kommunhuvudort i Spanien.   Den ligger i provinsen Toledo och regionen Kastilien-La Mancha, i den centrala delen av landet, 90 km väster om huvudstaden Madrid. Cardiel de los Montes ligger 405 meter över havet och antalet invånare är 236.
Terrängen runt Cardiel de los Montes är platt åt sydost, men åt nordväst är den kuperad.Runt Cardiel de los Montes är det glesbefolkat, med 8 invånare per kvadratkilometer. Närmaste större samhälle är Talavera de la Reina, 18,6 km sydväst om Cardiel de los Montes. Trakten runt Cardiel de los Montes består i huvudsak av gräsmarker.